# Línea E3 de Exprés.cat (ATM Área de Barcelona)
La línea E3 es una línea de autobús interurbano de Cataluña de la red Exprés.cat que hace su recorrido entre Barcelona-La Sagrera, Sardañola del Vallés y la Universidad Autónoma de Barcelona (UAB), substituiendo a la antigua línea A3. Entró en funcionamiento el 29 de octubre de 2012, coincidiendo con la entrada en funcionamiento del carril Bus-VAO de la C-58. Los días laborables circula con una frecuencia en hora punta de 20 minutos.

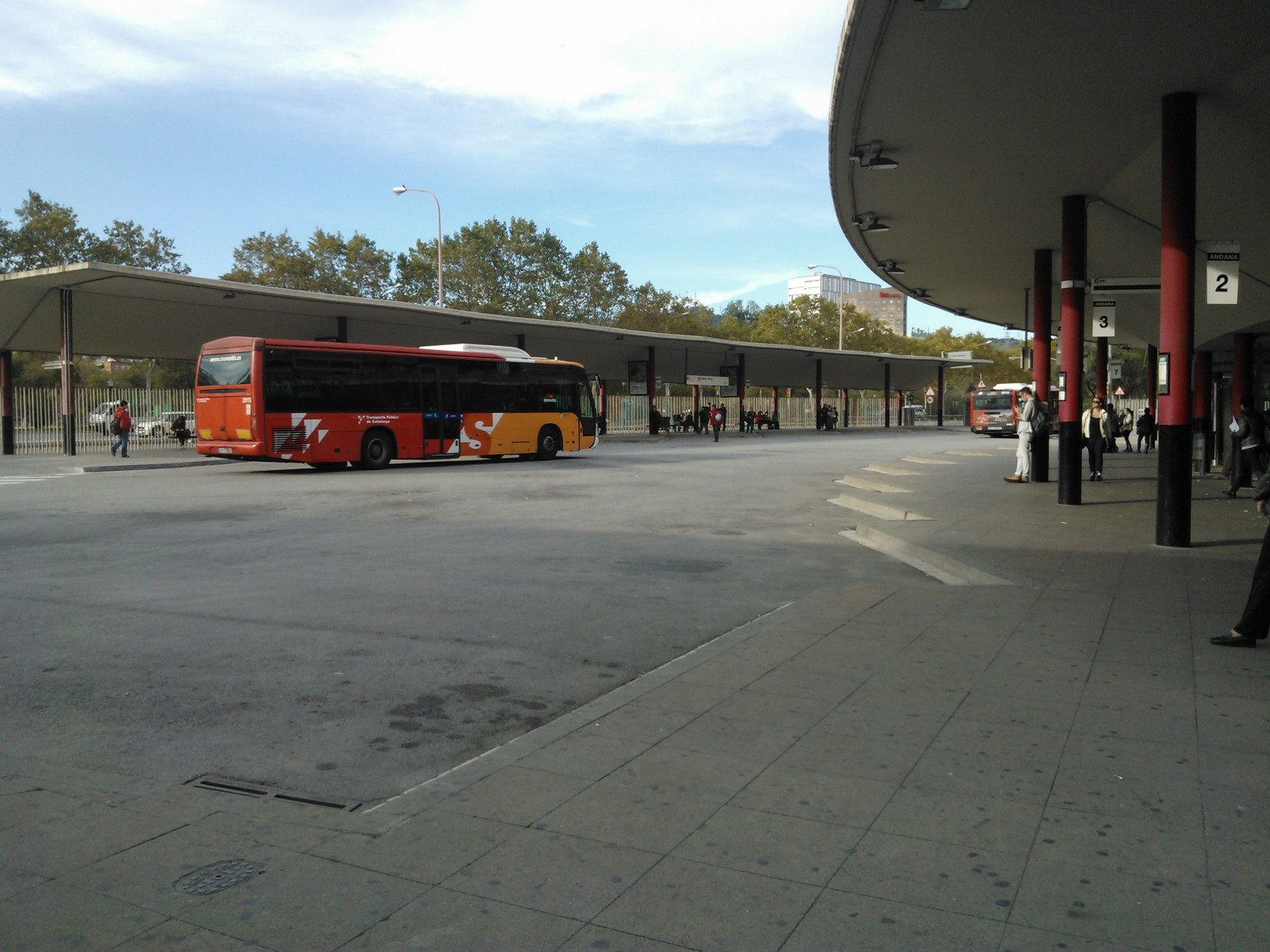
Estación de autobuses de Fabra i Puig en Barcelona, donde efectúa parada la línea E3 dirección Sabadell.

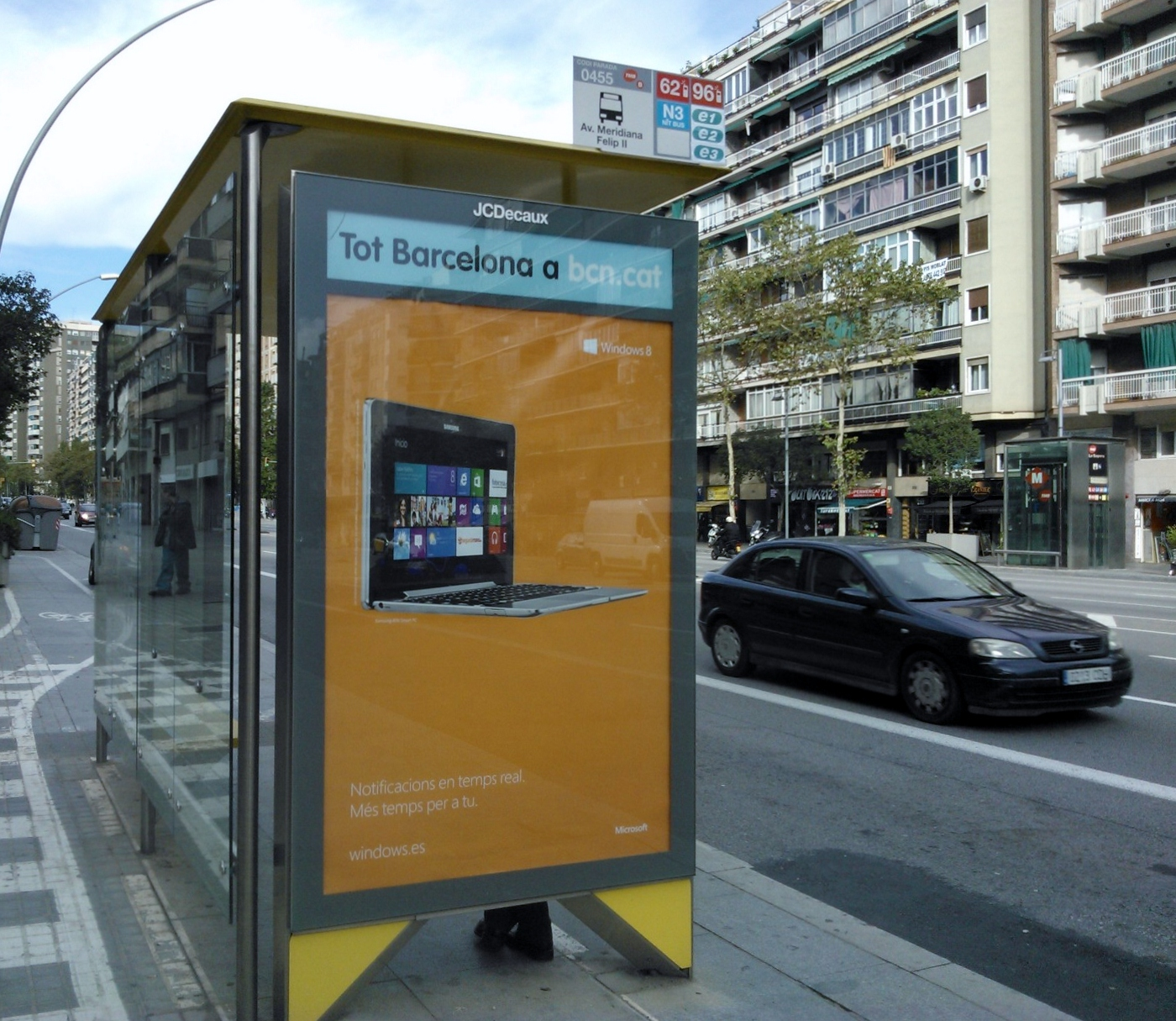
Parada de Barcelona-La Sagrera, lugar de destino de la línea E3 procedente de Sardañola-UAB.

## Horario
| E3         | A: Barcelona desde UAB Vila-Nord                                                                                     | A: Sardañola - UAB desde Barcelona-La Sagrera |
| Laborables | De 07:05 a 09:45 cada 20' De 09:45 a 12:45 cada 30' De 12:45 a 18:45 cada 15' 18:45, 19:20 De 19:20 a 22:20 cada 30' | De 06:05, 6:40, 7:20, 7:35 De 07:35 a 10:35 cada 20' 10:35, 11:00 De 11:00 a 13:00 cada 30' 13:00, 13:35 De 13:35 a 19:35 cada 20' De 19:35 a 22:05 cada 15' 22:05, 22:35, 23:05 |

## Características de la línea
| Prestación                                | Disponibilidad en la línea |
| ----------------------------------------- | -------------------------- |
| Adaptada a                                | Sí                         |
| Información a los usuarios en tiempo real | Sí                         |
| Prioridad semafórica                      | No                         |
| Línea de tránsito rápido                  | No                         |
| Circula los sábados y festivos            | Sí                         |